# Белик, Яков Васильевич
Яков Васильевич Белик (укр. Яків Васильович Білик (Бєлік); 29 ноября 1921, Лещиновка, Киевская губерния — 19 июня 2006, Киев) — советский украинский биохимик; доктор биологических наук (1971), профессор АН УССР (1974), лауреат Премии им. А. В. Палладина АН УССР (1978), член Европейского нейрохимического общества (1986).

## Основные направления научной деятельности
- Биохимия свертывания крови
- Нейрохимия
- История биохимии

## Биография
Родился в с. Лещиновка (ныне — в Уманском районе Черкасской области Украины) в семье крестьян. После окончания школы был призван в Советскую Армию на действительную срочную службу (1940), Великая Отечественная война застала его в составе Действующей армии на границе с оккупированной немецкими войсками Польшей. Прошел всю войну в составе Юго-Западного, Сталинградского, Донского, Южного, 4 Украинского, 3 Белорусского, 3 Прибалтийского фронтов. Имеет боевые награды: медаль «За оборону Сталинграда» — 1942; медаль «За боевые заслуги» — 1943; медаль «За отвагу» — 1944; Орден Красной Звезды — 1944; медаль «За взятие Кенигсберга» — 1945.
После войны поступил в Киевский медицинский стоматологический институт, который закончил в 1950 г., в том же году поступил в аспирантуру Института биохимии АН УССР (научный руководитель — В. А. Белицер), которую закончил в 1953 г. С 1954 г. — кандидат биологических наук, тема диссертации «Изучение механизма образования фибрина из фибриногена». С 1971 г. — доктор биологических наук, тема диссертации «Белки субклеточных структур головного мозга и интенсивность их обновления на разных стадиях постнатального развития» (научный руководитель — А. В. Палладин). В 1974 г. утверждён в звании профессора. С 1973 по 2003 гг. заведовал Мемориальным музеем академика А. В. Палладина, который был создан учениками и коллегами основателя Института биохимии и украинской биохимической школы.

## Труды
Автор более 250 печатных работ, в том числе:
- Бєлік Я. В. Історія створення ферментативної теорії зсідання крові // Укр. біохім. журн., 1954. — Т. 26, № 1. — С. 86-95.
- Белик Я. В., Ходорова Е. Л. Биохимия свертывания крови. — Киев: Изд-во АН УССР. — 1957. — 172 с.
- Белик Я. В., Тюленев В. И. Метаболическая гетерогенность белков ткани головного мозга // Проблемы нейрохимии. — М.; Л.: Наука, 1966. — С. 18-26.
- Белик Я. В. Гемато-энцефалический бартер и транспорт аминокислот через клеточные мембраны // Укр. біохім. журн., 1970. — Т. 42, № 3. — С. 386—400.
- Палладин А. В., Белик Я. В., Полякова Н. М. Белки головного мозга и их обмен. — К.: Наук. думка, 1972. — 316 с.
- Палладин А. В., Белик Я. В. Об участии белков в специфических функциях нервной системы // Успехи нейрохимии. — Л.: Наука, 1974. — С.19-28.
- Palladin A. V., Belik Ya. V., Polyakova N. M. Protein metabolizm of the brain/ Ed. A. Lajtha/ — New York; London: Consultants Bureau, 1977. — 335 p. — ISBN 0-306-10922-0
- Агаев Т. М., Белик Я. В. Содержание дикарбоновых аминокислот и ГАМК в структурах зрительного анализатора мозга и сетчатке собак в постнатальном онтогенезе // Укр. біохім. журн., 1977. — Т. 49, ч. 1. — С. 60-65.
- Терлецкая Я. Т., Белик Я. В., Козулина Е. П. Основной белок миелина. Химические и иммунологические свойства // Молекул. Біологія. — К.: Наукова думка, 1978. — Вып. 21. — С. 15-26.
- Белик Я. В., Гриненко А. Г. Распад белков в морфологически и функционально разных макро- и микроструктурных образованиях головного мозга // Вопросы биохимии нервной и мышечной систем. — Тбилиси: Мецниереба, 1979. — Вып. 3. — С. 105—113.
- Белик Я. В. Нейрохимия: библиографический указатель. 1953—1962 гг. /Под ред. Г. Х. Бунятяна. — К.: Наукова думка, 1979. — 404 с.
- Белик Я. В. От химической топографии мозга к нейроспецифическим белкам и их функциям // Биохимия животных и человека. — К.: Наукова думка, 1980. — Вып. 4, Биохимия белков нервной системы. — С. 11-22.
- Белик Я. В. Нейрохимия: библиографический указатель, 1963—1967 гг. /Под ред. Г. Х. Бунятяна. — К.: Наукова думка, 1981. — 522 с.
- Белик Я. В. Успехи украинских ученых в исследовании белков нервной ткани // Укр. біохім. журн., 1982. — Т. 54, № 6. — С. 607—616.
- Белик Я. В. Перечень международных и национальных периодических и продолжающихся изданий по нейронаукам // Нейрохимия, 1982. — Т. 1, № 3. — С. 303—312.
- Назаренко В. И., Белик Я. В. Биохимические аспекты действия местных анестетиков // Укр. біохім. журн., 1985. — Т. 57, № 5. — С. 85-100.
- Белик Я. В. Академик Александр Владимирович Палладин. К 100-летию со дня рождения // Вестник АН СССР, 1985. — № 12. — С. 78-86.
- Полякова Н. М., Белик Я. В., Власенко И. Н. Александр Владимирович Палладин. Документы. Фотографии. — К.: Наук. думка. — 1985. — 168 с.
- Березин В. А., Белик Я. В. Специфические белки нервной ткани. — Киев: Наукова думка. — 1990. — 262 с. — ISBN 5-12-001413-5.
- Белик Я. В. Александр Владимирович Палладин. К.: Наукова думка. — 1995. — 169 с. — ISBN 5-12-004651-7.
- Бєлік Я. В., Назаренко В. І. Біохімічна школа академіка О. В. Палладіна // Укр. біохім. журн. — 1995. — Т. 67, № 5. — С. 5-15.
- Белик Я. В., Назаренко В. И. Академик А. В. Палладин — основатель научной школы функциональной нейрохимии // Укр. біохім. журн. — 1998. — Т. 70, № 5. — С. 3-14.
- Назаренко В. І., Бєлік Я. В. Меморіальний музей академіка О. В. Палладіна (до 25-річчя з дня заснування) // Укр. біохім. журн. — 1999. — Т. 71, № 3. — С. 136—147.
- Бєлік Я. В., Назаренко В. І. Лауреати Премії ім. О. В. Палладіна Національної Академії наук України // Укр. біохім. журн. — 2003. — Т. 75, № 3. — С. 130—136.